# FA Cup 1897-1898
La FA Cup 1897-98 fu la ventisettesima edizione del torneo calcistico più vecchio del mondo. Vinse per la prima volta il Nottingham Forest.

## Calendario
| Turno                           | Data                     |
| ------------------------------- | ------------------------ |
| Turno preliminare               | Sabato 18 settembre 1897 |
| Primo turno di qualificazione   | Sabato 25 settembre 1897 |
| Secondo turno di qualificazione | Sabato 16 ottobre 1897   |
| Terzo turno di qualificazione   | Sabato 30 ottobre 1897   |
| Quarto turno di qualificazione  | Sabato 20 novembre 1897  |
| Quinto turno di qualificazione  | Sabato 11 dicembre 1898  |
| Primo turno                     | Sabato 29 gennaio 1898   |
| Secondo turno                   | Sabato 12 febbraio 1898  |
| Terzo turno                     | Sabato 26 febbraio 1898  |
| Semifinali                      | Sabato 19 marzo 1898     |
| Finale                          | Sabato 16 aprile 1898    |

## Primo turno
| Nr. partita | Squadra locale       | Punteggio | Squadra ospite          | Data            |
| ----------- | -------------------- | --------- | ----------------------- | --------------- |
| 1           | Burnley              | 3-1       | Woolwich Arsenal        | 29 gennaio 1898 |
| 2           | Bury                 | 1-2       | Stoke                   | 29 gennaio 1898 |
| 3           | Liverpool            | 2-0       | Hucknall St Johns       | 29 gennaio 1898 |
| 4           | Preston North End    | 1-2       | Newcastle United        | 29 gennaio 1898 |
| 5           | Southampton          | 2-1       | Leicester Fosse         | 29 gennaio 1898 |
| 6           | Notts County         | 0-1       | Wolverhampton Wanderers | 29 gennaio 1898 |
| 7           | Nottingham Forest    | 4-0       | Grimsby Town            | 29 gennaio 1898 |
| 8           | Long Eaton Rangers   | 0-1       | Gainsborough Trinity    | 29 gennaio 1898 |
| 9           | West Bromwich Albion | 2-0       | New Brighton Tower      | 29 gennaio 1898 |
| 10          | Sunderland           | 0-1       | Sheffield Wednesday     | 29 gennaio 1898 |
| 11          | Derby County         | 1-0       | Aston Villa             | 29 gennaio 1898 |
| 12          | Luton Town           | 0-1       | Bolton Wanderers        | 29 gennaio 1898 |
| 13          | Everton              | 1-0       | Blackburn               | 29 gennaio 1898 |
| 14          | Newton Heath         | 1-0       | Walsall                 | 29 gennaio 1898 |
| 15          | Sheffield United     | 1-1       | Burslem Port Vale       | 29 gennaio 1898 |
| Ripetizione | Burslem Port Vale    | 2-1       | Sheffield United        | 2 febbraio 1898 |
| 16          | Manchester City      | 1-0       | Wigan County            | 29 gennaio 1898 |

## Secondo turno
| Nr. partita | Squadra locale          | Punteggio | Squadra ospite       | Data             |
| ----------- | ----------------------- | --------- | -------------------- | ---------------- |
| 1           | Burnley                 | 3-0       | Burslem Port Vale    | 12 febbraio 1898 |
| 2           | Southampton             | 1-0       | Newcastle United     | 12 febbraio 1898 |
| 3           | Stoke                   | 0-0       | Everton              | 12 febbraio 1898 |
| Ripetizione | Everton                 | 5-1       | Stoke                | 17 febbraio 1898 |
| 4           | Nottingham Forest       | 4-0       | Gainsborough Trinity | 12 febbraio 1898 |
| 5           | Bolton Wanderers        | 1-0       | Manchester City      | 12 febbraio 1898 |
| 6           | Wolverhampton Wanderers | 0-1       | Derby County         | 12 febbraio 1898 |
| 7           | West Bromwich Albion    | 1-0       | Sheffield Wednesday  | 12 febbraio 1898 |
| 8           | Newton Heath            | 0-0       | Liverpool            | 12 febbraio 1898 |
| Ripetizione | Liverpool               | 2-1       | Newton Heath         | 16 febbraio 1898 |

## Terzo turno
| Nr. partita | Squadra locale       | Punteggio | Squadra ospite    | Data             |
| ----------- | -------------------- | --------- | ----------------- | ---------------- |
| 1           | Burnley              | 1-3       | Everton           | 26 febbraio 1898 |
| 2           | Bolton Wanderers     | 0-0       | Southampton       | 26 febbraio 1898 |
| Ripetizione | Southampton          | 4-0       | Bolton Wanderers  | 2 marzo 1898     |
| 3           | West Bromwich Albion | 2-3       | Nottingham Forest | 26 febbraio 1898 |
| 4           | Derby County         | 1-1       | Liverpool         | 26 febbraio 1898 |
| Ripetizione | Liverpool            | 1-5       | Derby County      | 2 marzo 1898     |

## Semifinali
| Nr. partita | Squadra locale    | Punteggio | Squadra ospite | Data          |
| ----------- | ----------------- | --------- | -------------- | ------------- |
| 1           | Derby County      | 3-1       | Everton        | 19 marzo 1898 |
| 2           | Nottingham Forest | 1-1       | Southampton    | 19 marzo 1898 |
| Ripetizione | Nottingham Forest | 2-0       | Southampton    | 24 marzo 1898 |

## Finale
| Arbitro: | J. Lewis |

|                                         |           |                   |
| Arthur Capes 19’ 42’ John McPherson 86’ | Marcatori | 31’ Steve Bloomer |